# La era está pariendo un corazón / Manuel
La era está pariendo un corazón / Manuel es un sencillo del músico ariqueño Osvaldo Madera, lanzado en 1969 bajo el sello discográfico chileno DICAP. El lado A corresponde a una versión de la canción «La era está pariendo un corazón» del cantautor cubano Silvio Rodríguez.
En la contraportada del disco aparece el siguiente escrito del propio Osvaldo, a modo de pequeña autobiografía:

«Soy Osvaldo Madera, se acuerdan de mí? Vine de Arica cantándole a Ximena y con un corazón lleno de sueños, los que al ser confrontados con la realidad se disolvieron como humo. Como yo hay muchos jóvenes que no tienen oportunidad de realizarse libremente porque el medio es hostil. Por esos jóvenes, por mí y por lo que serán quiero estampar mi desacuerdo por la forma en que se forja el futuro de la juventud.

Soy uno de los ocho hijos de una modesta familia obrera. Obrero desde los 14 años supe de los rigores que sufren los trabajadores. Mi formación cultural autodidacta me demostró mi derecho a protestar. Ahora quiero ejercer ese derecho y seré cantante de protesta, contra la guerra y la explotación, contra la maldad y el egoísmo, por la esperanza y la libertad. Tengo derecho, verdad? Entonces escúchenme.»
Osvaldo Madera

## Lista de canciones
| Lado A |                                   |                  |          |  |
| N.º    | Título                            | Música           | Duración |  |
| 1.     | «La era está pariendo un corazón» | Silvio Rodríguez | 2:57     |  |

| Lado B |          |                |          |  |
| N.º    | Título   | Música         | Duración |  |
| 2.     | «Manuel» | Osvaldo Madera | 3:23     |  |
| 6:20   |          |                |          |  |

## Créditos
- Vicente + Antonio Larrea: diseño gráfico.[1]